# Epiactis lisbethae
Epiactis lisbethae är en havsanemonart som beskrevs av Daphne G. Fautin och Fu-Shiang Chia 1986. Epiactis lisbethae ingår i släktet Epiactis och familjen Actiniidae. Inga underarter finns listade i Catalogue of Life.